# Alaganahalli, Bangarapet
Alaganahalli là một làng thuộc tehsil Bangarapet, huyện Kolar, bang Karnataka, Ấn Độ.